# سیارک ۲۵۱۲
سیارک ۲۵۱۲ (به انگلیسی: 2512 Tavastia، نامگذاری:1940GG) دو هزار و پانصد و دوازدهمین سیارک کشف شده‌است که در ۳ آوریل ۱۹۴۰ کشف شد.
قدر مطلق سیارک برابر ۱۲٫۷۰ است.